# Maggiolini in amore
Maggiolini in amore (Bugs in Love) è un film del 1932 diretto da Burt Gillett. È un cortometraggio animato della serie Sinfonie allegre, prodotto dalla Walt Disney Productions e uscito negli Stati Uniti il 1º ottobre 1932, distribuito dalla United Artists.